# Friedrich von Bezold
Friedrich Gustav Johannes von Bezold (* 26. Dezember 1848 in München; † 29. April 1928 in Bonn) war ein deutscher Historiker. Sein bekanntestes Werk ist die Geschichte der deutschen Reformation. Wichtig sind auch seine Beiträge zur Erforschung der Geschichte der Hussiten. Er lehrte an den Universitäten Erlangen und Bonn.

## Leben

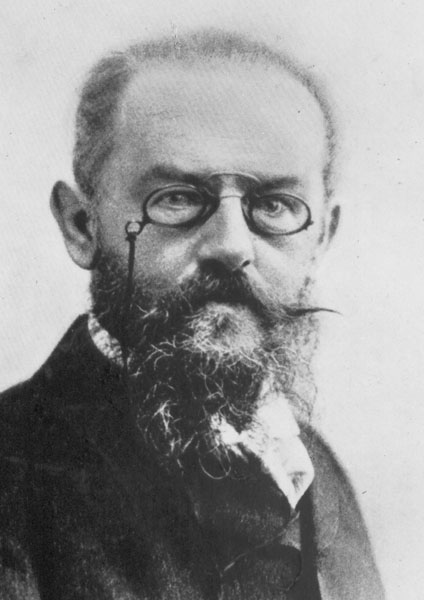
Friedrich von Bezold

Friedrich von Bezold, Sohn des Regierungsbeamten (und späteren Alpenvereinspräsidenten) Gustav von Bezold, studierte in München, Berlin, Göttingen, und dann wieder bis 1872 in München, wo er promoviert und 1875 habilitiert wurde. Während seines Studiums wurde er Mitglied des AGV München im Sondershäuser Verband. 1884 wurde er ordentlicher Professor in Erlangen. 1896 wurde er an die Universität Bonn berufen. 1903/04 amtierte er als Rektor der Universität, 1921 trat er in den Ruhestand. Sein Grab befindet sich auf dem Kessenicher Bergfriedhof.
Bezold war ab 1883 außerordentliches, ab 1892 ordentliches Mitglied der Historischen Kommission bei der Bayerischen Akademie der Wissenschaften, deren Abteilung „Ältere pfälzische Korrespondenzen“ er von 1890 bis 1903 leitete. 1901 wurde er zum korrespondierenden Mitglied der Göttinger Akademie der Wissenschaften gewählt. Ab 1907 war er Mitglied der Preußischen Akademie der Wissenschaften.

## Schriften (Auswahl)
Digitalisate aller bekannten Schriften sind in Wikisource (siehe Weblinks) nachgewiesen.
- Zur Geschichte des Hussitentums. Culturhistorische Studien. Ackermann, München 1874.
- König Sigmund und die Reichskriege gegen die Hussiten. Ackermann, München 1872–1877.
- Briefe des Pfalzgrafen Johann Casimir mit verwandten Schriftstücken. Rieger’sche Univ.-Buchh., München 1882–1903.
- Geschichte der deutschen Reformation. Grote, Berlin 1890 (= Allgemeine Geschichte in Einzeldarstellungen, 3. Hauptabt., 1. Teil).
- Astrologische Geschichtsconstruction im Mittelalter. In: Deutsche Zeitschrift für Geschichtswissenschaft. Band 8, 1892, S. 29–72.
- Das Bündnisrecht der deutschen Reichsfürsten bis zum westfälischen Frieden. Rede bei Antritt des Rektorats. Röhrscheid & Ebbecke, Bonn 1904.
- Die Kultur der Gegenwart. Band: 2,2,5,1: Staat und Gesellschaft der neueren Zeit bis zur französischen Revolution. Teubner, Berlin/Leipzig 1908.
- Aus Mittelalter und Renaissance. Kulturgeschichtliche Studien. Oldenbourg, München [u. a.] 1918.
- Geschichte der Rheinischen Friedrich-Wilhelms-Universität von der Gründung bis zum Jahr 1870. A. Marcus & E. Webers Verlag, Bonn 1920.
- Das Fortleben der antiken Götter im mittelalterlichen Humanismus. Neudruck der Ausgabe von 1922. Zeller, Aalen 1962, DNB 450441911.